# Torsten Palm
Torsten Palm (1947. július 23. –) svéd autóversenyző.

## Pályafutása
1970-ben és 1971-ben megnyerte a svéd Formula–3-as bajnokságot.
1975-ben a Formula–1-es világbajnokság két versenyén szerepelt. A monacói nagydíjon debütált, ám nem tudta magát kvalifikálni a futamra. Hazája versenyén, a svéd futamon a tizedik helyen zárt.

## Eredményei

### Teljes Formula–1-es eredménylistája
(Táblázat értelmezése)

(Félkövér: pole-pozícióból indult; dőlt: leggyorsabb kört futott) 

| Év   | Csapat         | Modell      | Motor       | 1   | 2   | 3   | 4   | 5      | 6   | 7      | 8   | 9   | 10  | 11  | 12  | 13  | 14  | Helyezés | Pont |
| ---- | -------------- | ----------- | ----------- | --- | --- | --- | --- | ------ | --- | ------ | --- | --- | --- | --- | --- | --- | --- | -------- | ---- |
| 1975 | Polar Caravans | Hesketh 308 | Cosworth V8 | ARG | BRA | RSA | ESP | MON Nk | BEL | SWE 10 | NED | FRA | GBR | GER | AUT | ITA | USA | -        | 0    |

## Külső hivatkozások
- Profilja a grandprix.com honlapon (angolul)
- Profilja a statsf1.com honlapon (angolul)